# میدل تاون (کالیفرنیا)
میدل تاون (به انگلیسی: Middletown) یک منطقهٔ مسکونی در ایالات متحده آمریکا است که در شهرستان لیک، کالیفرنیا واقع شده‌است. میدل تاون ۴٫۷۷۶ کیلومتر مربع مساحت و ۱٬۳۲۳ نفر جمعیت دارد و ۳۳۵ متر بالاتر از سطح دریا واقع شده‌است.